# L'Étudiante et Monsieur Henri
Pour l’article homonyme, voir L'Étudiante et Monsieur Henri (film).
L'Étudiante et M. Henri est une pièce de théâtre d'Ivan Calbérac, créée en 2012 au Petit Théâtre de Paris dans une mise en scène de José Paul. 
Elle fait partie des succès de l'année 2012 au théâtre,,, particulièrement remarquée par la prestation de Roger Dumas dans le rôle de M. Henri. 
Cette pièce est portée au cinéma en 2015 avec Claude Brasseur dans le rôle de M. Henri. La réalisation est assurée par Ivan Calbérac, auteur et de la pièce, et la musique originale est signée Laurent Aknin.

## Amorce du synopsis
L'arrivée d'une jeune colocataire chez un septuagénaire bougon bouscule son mode de vie solitaire.

## Distribution
Acteurs
- Roger Dumas : M. Henri[4]
- Claudia Dimier : Constance
- Lysiane Meis
- Sébastien Castro

Mise en scène
- José Paul

## Récompense
- Palmarès du théâtre 2013 : Coup de cœur théâtre privé